# Мероприятия, посвящённые 350-летию Конотопской битвы
Государственные мероприятия на Украине в связи с 350-летием Конотопской битвы (укр. 350-річчя Конотопської битви) — отмечавшееся в 2009 году властями Украины 350-летие битвы под Конотопом. В результате сражения казаками Ивана Выговского, выступившего в союзе с крымскими татарами и поляками, была разбита дворянская конница русской армии, осаждавшей Конотоп во время русско-польской войны 1654—1667 годов. Юбилей отмечался на Украине на государственном уровне,согласно постановлению Верховной Рады Украины.

## Организационный комитет
Оргкомитет возглавил вице-премьер-министр Украины Иван Васюник. В его состав вошли министр культуры и туризма Вовкун В. В., председатель Полтавской областной государственной администрации Асадчев В. М., заместители председателей областных и городских государственных администраций: Киевской, Севастопольской, Днепропетровской, Львовской, Хмельницкой и др. Оргкомитету было поручено организовать исполнение «Плана мероприятий по подготовке и проведению 350-летия победы войск под командованием гетмана Украины Ивана Выговского в Конотопской битве», утверждённого распоряжением Кабинета министров Украины 28 мая 2008 года. Планом предусмотрено проведение торжественных мероприятий, сооружение мемориального комплекса, посвящённого победе в Конотопской битве, установка памятника гетману Ивану Выговскому, проведение казацкого фестиваля «Козацький родослав», создание документального фильма о победе украинских войск под Конотопом, выпуск юбилейной монеты и т. д.

## Расходы на празднества
В июле 2008 года депутат Верховной рады Владимир Полохало заявил, что согласно поправкам Ющенко в проект госбюджета на празднование битвы выделяется 40 млн грн (около $8 млн), а на борьбу с туберкулезом всего лишь 6 млн грн ($1,2 млн).

## Оценка событий на Украине и в России
В апреле 2008 года с просьбой отменить указ о праздновании 350-летия Конотопской битвы к президенту Украины В. Ющенко обратились депутаты Верховного Совета Крыма:

Празднование юбилея братоубийства будет способствовать только разъединению народа Украины, большинство которого составляют украинцы и русские, а проведение в Автономной Республике Крым предусмотренной Указом научной конференции, «посвящённой истории украинско-крымского союза середины XVII века», вряд ли улучшит межэтнические отношения в автономии.

МИД РФ прокомментировал подготовку юбилейных мероприятий следующим образом:

Вызывает просто недоумение и сожаление то, с каким упорством, достойным лучшего применения, некоторые силы на Украине пытаются сегодня выискать в общей, действительно сложной, местами противоречивой российско-украинской истории события и персонажи, примечательные лишь тем, что они как-то были направлены против Москвы, против России, против русских. Во имя этого иногда поднимаются на щит имена и деяния, которых в других условиях можно было бы и постесняться. Кровавая битва из-за очередного предательства очередного гетмана — из их числа.
В этих условиях приходится уповать на мудрость украинского народа, который не позволит себя втянуть в искусственное, надуманное противостояние с Россией. Игры с историей, особенно с националистической подоплёкой, никогда ещё ни к чему хорошему не приводили.
— Комментарий Департамента информации и печати МИД России в связи с вопросом российских СМИ о планах празднования на Украине 350-летия Конотопской битвы от 10 июня 2008 года
В ответ на этот комментарий появилось заявление руководителя пресс-службы МИД Украины Василия Кырылыча (Кирилича) о том, что празднование 350-летия Конотопской битвы не направлено против России и что празднование исторических и национальных дат — это внутреннее дело самой Украины. Он также сказал:

Празднование 350-летия Конотопской битвы — это возобновление исторической правды и памяти, уважение к тем, кто погиб в ней. Конотопская битва в украинской истории является ещё одним этапом борьбы украинского народа за независимость, который по-новому открывает правдиво и объективно историю страны. И празднование этой даты — это обязанность Украины

По мнению сотрудника института славяноведения РАН Олега Неменского, празднование юбилея Конотопской битвы прежде всего отражает нынешние устремления Украины и направлено не столько против России, сколько на строительство украинской нации. При этом он отмечает, что Конотопская битва символизирует прозападную пропольскую политику, единение Украины с Крымом и противостояние промосковской оппозиции:

Конотопская битва показывает, что, будучи в союзе с поляками и татарами (а, соответственно, и с турками тоже), можно «победить русских». Граница между русскими и украинцами сейчас ещё очень размыта, и актуализация столкновений между ними — это выстраивание ментального рубежа, без которого немыслима украинская национальная идентичность

## Мероприятия на Украине

### Участие официальных лиц Украины
По мнению министра культуры Украины Василия Вовкуна, «Конотопская битва — это бренд, это победа, которая должна получить всеукраинское и мировое признание». Сумской губернатор Павел Качур считает, что «в Конотопе, ранее славном только обитанием известной ведьмы, указ Ющенко горячо приветствовали. Это знаковое в истории Украины событие, пример казацкой чести и доблести, на котором нужно строить патриотическое воспитание». По сведениям заместителя главы Сумской областной государственной администрации Александра Лаврика, в черемонии празднования 350-летия Конотопской битвы примет участие Президент Украины Виктор Ющенко. и своё участие в праздновании 350-летия битвы под Конотопом подтвердили официальные делегации большинства областей Украины.

### Мемориальный комплекс в честь битвы
В селе Шаповаловка был установлен памятный крест и часовня на месте Конотопской битвы. 

### Установка памятников Ивану Выговскому

Памятник гетману Выговскому, установленный на средства Украинского реестрового казачества

Памятник гетману Выговскому установлен в селе Руда Жидачевского района Львовской области, где было семейное имение Выговских и где, по преданиях, гетман похоронен. Автор монумента львовский скульптор Роман Романишин. Финансирование изготовления и установки памятника осуществлялось Львовской областной организацией Украинского реестрового казачества.
Памятник гетману Ивану Выговскому также установлен в селе Выгов Житомирской области.

### Издание открытки «350 лет победы над москалями»
По сведением депутата Львовского областного совета от Блока Юлии Тимошенко Ростислава Новоженца, 30 июня 2009 года благотворительный фонд «Украина-Русь», выпустил открытку «350-летие победы над москалями». В своем выступлении Ростислав Новоженец заявил, что «битва под Конотопом была наивыдающейся победой украинцев за всю историю с Москвой и наибольшим разгромом московского войска»:
День победы в Конотопской битве необходимо отпраздновать с размахом. …Мы часто плачем над поражениями, но мало говорим о наших победах… «Это была настолько блестящая победа украинцев, что в Москве началась паника, московиты бросали все и убегали из украинской земли».

### Юбилейная монета «350-летие Конотопской битвы»

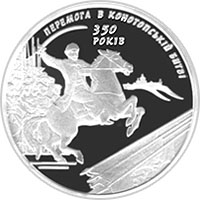
Юбилейная монета «350-летие Конотопской битвы»

Юбилейная монета, номиналом 10 гривен, посвящённая 350-летию Конотопской битвы. На монете в центре изображён Иван Выговский на коне и с саблей в руке. Левее изображено казацкое войско, правее стилизованные укрепления Конотопа, внизу поверженные российские знамёна. Вверху по полукругу размещена надпись «Победа в Конотопской битве», внизу в два ряда «350 лет».
16 июня 2009 года в Харькове состоялась презентация юбилейной монеты «350-летие Конотопской битвы». По словам заместителя начальника управления НБУ в Харьковской области Натальи Струковой, монета изготовлена тиражом 8000 тыс. и имеет стоимость 288 грн.

### Выставки и праздничные вечера

#### Киев
1 июля 2009 года в Киеве в Центральном государственном архиве-музее литературы и искусства открылась выставка, посвящённая 350-летию Конотопской битвы. По мнению киевских экскурсоводов это была война между тогдашней Украиной и Россией:
«Несмотря на то, что украинцы в той войне победили россиян, внутриполитические распри не позволили закрепить победу и построить независимое от Российской империи государство».
Тот факт, что Конотопская битва была лишь небольшим сражением, в ходе которого основные русские войска не пострадали, а также то, что впоследствии под Конотопом украинские казаки во главе с легитимным гетманом Беспалым сражались на стороне московского царя, экскурсоводы, как и нынешние украинские историки, стараются замалчивать.

#### Одесса
18 мая 2009 года в Одесской областной универсальной библиотеке имени Грушевского прошли исторические чтения «350-летие Конотопской битвы».

#### Хмельницкий
16 июня 2009 года в Народном доме открылась выставка «Просветительства много не бывает», посвящённая 350-летию Конотопской битвы. Здесь представлены копии документов, фотографии с места битвы, родословная семьи Выговских и т. д.

#### Чернигов
2 июля 2009 года в Черниговском литературно-мемориальном музее-заповеднике имени М. Коцюбинского состоялся праздничный вечер, посвящённый 350-летию Конотопской битвы. Мероприятие благословил секретарь Черниговской епархии УПЦ Киевского патриархата отец Роман.

### Документальный фильм «Конотопская битва»
Согласно указу президента Украины снимается документальный фильм о Конотопской битве.